# Georgetown (Ascensione)
Georgetown è la capitale dell'Isola dell'Ascensione, una dipendenza del Territorio britannico d'oltremare di Sant'Elena, situata sulla costa occidentale dell'isola. La popolazione è di circa 560 abitanti.
La città ha il suo centro presso la chiesa di St. Mary, parte della diocesi anglicana di Sant'Elena, e presso il precedente Exiles Club, costruito ad uso di caserma dei Royal Marines durante l'esilio di Napoleone a Sant'Elena. La città prende il nome da re Giorgio III del Regno Unito, che regnava al tempo della rivendicazione e della occupazione delle isole da parte dell'Ammiragliato. Oltre alla chiesa, le altre infrastrutture cittadine sono composte da un pontile, una pista d'atletica, un piccolo supermercato, un ufficio postale, un bar, un hotel, una stazione di polizia, un ospedale, una clinica dentistica e una biblioteca. Non è presente alcuna scuola, quindi gli studenti locali frequentano la scuola del villaggio di Two Boats, a circa 3 miglia di distanza.

## Storia militare
Una base navale fu stabilita a Georgetown nel 1816, a causa della preoccupazione britannica che i francesi potessero utilizzare l'isola come base per liberare il loro ex imperatore esiliato. Dopo la morte di Napoleone, l'insediamento venne riconvertito come base di approvvigionamento e manutenzione per lo Squadrone dell'Africa Occidentale. Il tufo locale venne utilizzato per le costruzioni, ma ogni altra cosa dovette essere importata, compresi semi, verdure ed alberi da frutta, che vennero poi coltivati sulla Green Mountain per supplire all'allora unica dieta locale disponibile, a base di carne di tartaruga. Nel 1829 fu costruita una piccola banchina, assieme con gli edifici dell'attuale Regent Square, posta vicino al mare. Tra questi edifici figura anche il primo ospedale, utile per curare le malattie dei marinai dello Squadrone dell'Africa Occidentale (all'epoca molto diffuse).
Nel giugno 1829, un tenente dei Royal Engineers, Henry Brandreth, arrivò sull'isola di Ascensione con il compito di registrare tutti gli edifici disponibili e dare raccomandazioni su come migliorarli. Dichiarò, dopo una attenta ispezione, che, per la maggior parte, gli edifici erano "alloggi miserabili... abitati da ogni sorta di parassita". Assieme al comandante locale raccomandò che l'insediamento fosse spostato leggermente più nell'entroterra, sul plateau elevato che Georgetown occupa al momento attuale. Dopo essere ripartito per la Gran Bretagna per monitorare la fornitura e la produzione di alcuni prodotti necessari per l'isola, ritornò nel 1830 per mettere in atto questo progetto. Una innovazione importante fu la costruzione del serbatoio di St George, visibile ancora oggi: l'acqua veniva incanalata dalla cima della montagna, così come dai tetti di Georgetown, e da qui convogliata nel serbatoio, dal quale veniva distribuita agli edifici ed al pontile, attraverso il quale si potevano rifornire le navi. La caserma marittima venne costruita in questo periodo, così come altri edifici, tra i quali il nuovo ospedale, tutt'oggi ancora attivo.
L'area del vecchio insediamento, vicino al mare, venne poi utilizzata come area di deposito e manutenzione (il magazzino principale, del 1848, fu inizialmente l'edificio più esteso dell'emisfero meridionale). Con l'introduzione delle navi a vapore venne costruito un deposito di carbone e nel 1862 venne fondata una officina di manutenzione dei motori a vapore. Georgetown continuò ad essere una base strategica per tutto il XX secolo, anche se dopo il 1899 venne sempre più sottoposto all'amministrazione della Eastern Telegraph Company. Quando, nel 1922, l'Ammiragliato cedette l'isola all'amministrazione coloniale, uno scambio di lettere testimonia che gli ufficiali di stanza chiesero di mantenere il diritto ad una razione annuale di zuppa di tartaruga, un benefit concesso sin dal lontano 1816.

### Forti
Il 22 ottobre 1815 l'HMS Peruvian e l'HMS Zenobian si ancorarono nella rada, rivendicando l'isola per la corona britannica. Una volta sbarcati, la prima cosa fatta dai marinai fu di allestire un paio di cannoni sul promontorio dominante il porto, in modo da renderlo difendibile. Questa batteria di cannoni divenne nota col nome di Fort Cockburn (rinominata a metà secolo col nome di Fort Thornton).
Un secondo forte venne posizionato presso Goat Hill, a ovest di Georgetown, attorno al 1860 (Fort Hayes) e un terzo, Fort Belford, sulla collina dominante la città, Cross Hill. Fort Bedford, completato nel 1903, possiede ancora dei cannoni vittoriani, così come un paio di cannoni navali BL Mark I da 5,5 pollici che precedentemente erano posizionati sulla HMS Hood. Questa artiglieria venne utilizzata per scongiurare l'attacco del sottomarino tedesco U-124 del 9 dicembre 1941, durante la Seconda guerra mondiale, ottenendo un sorprendente successo, dato che i tedeschi non provarono più ad attaccare l'isola per il resto della guerra. Fort Hayes ha ospitato, fino a poco tempo fa, il museo della Ascension Island Heritage Society.

## Georgetown al giorno d'oggi
La città è il centro culturale dell'Ascensione. È solitamente luogo di svolgimento dei locali eventi di atletica e punto di inizio della corsa campestre che sale dal livello del mare fino alla cima più alta dell'isola (Green Mountain). Le attività del "Giorno dell'Ascensione", per celebrare la scoperta dell'isola, si svolgono sia a Georgetown che nel vicino villaggio di Two Boats. Vicino a Long Beach si trova un'importante area riproduttiva della tartaruga gigante verde.

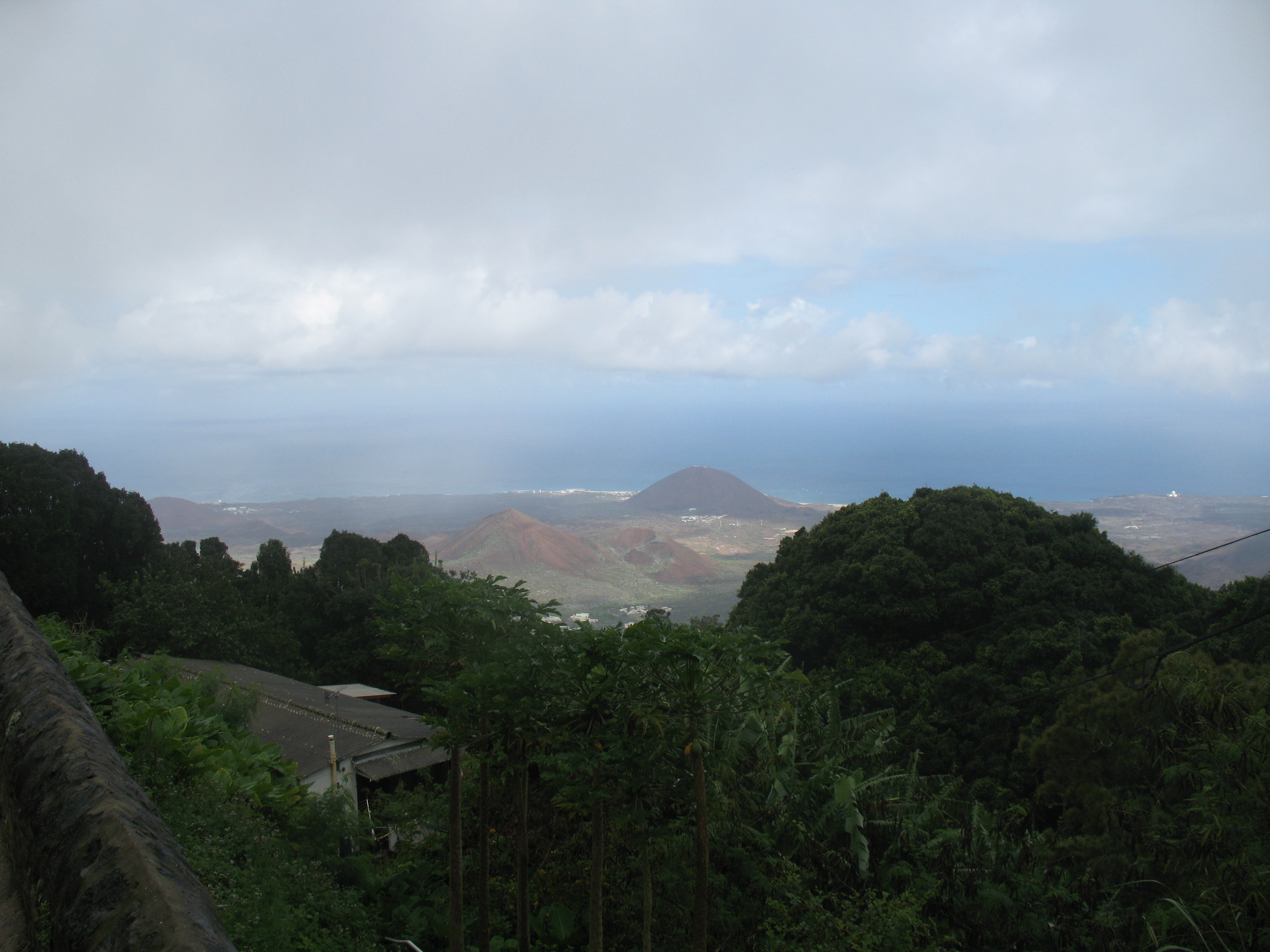
Georgetown dalla cima della Green Mountain.
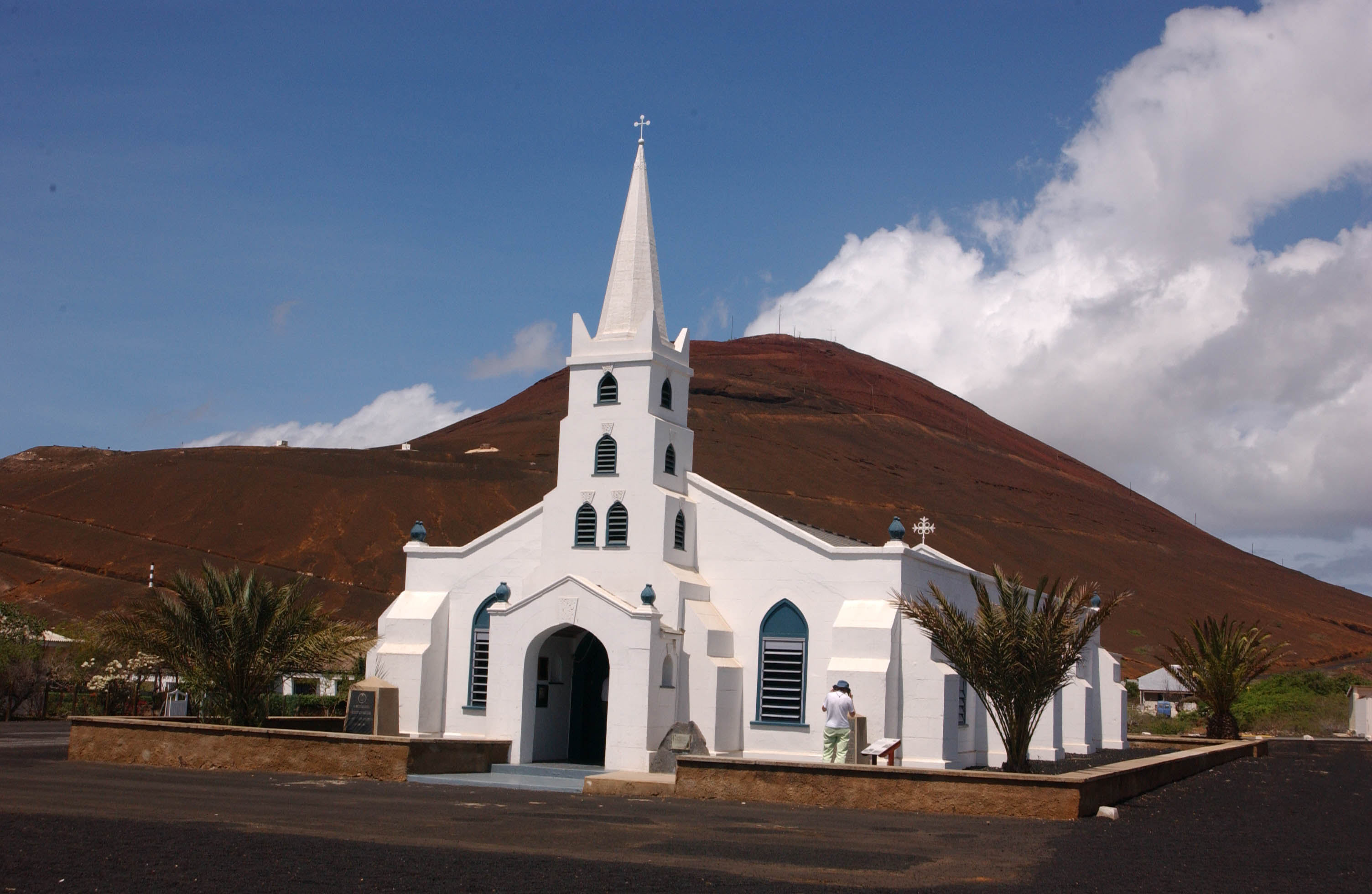
Chiesa di St Mary.
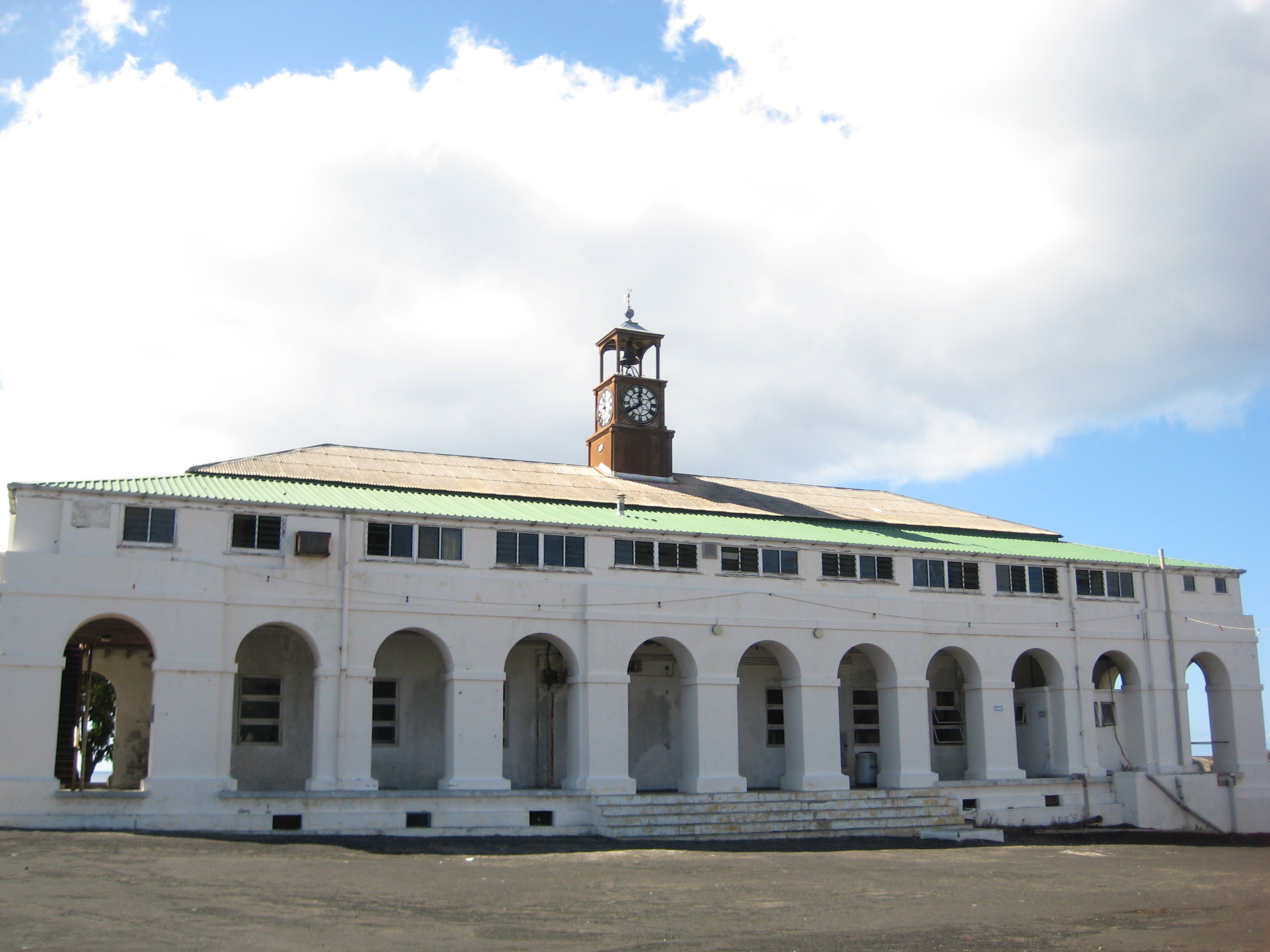
La vecchia caserma.
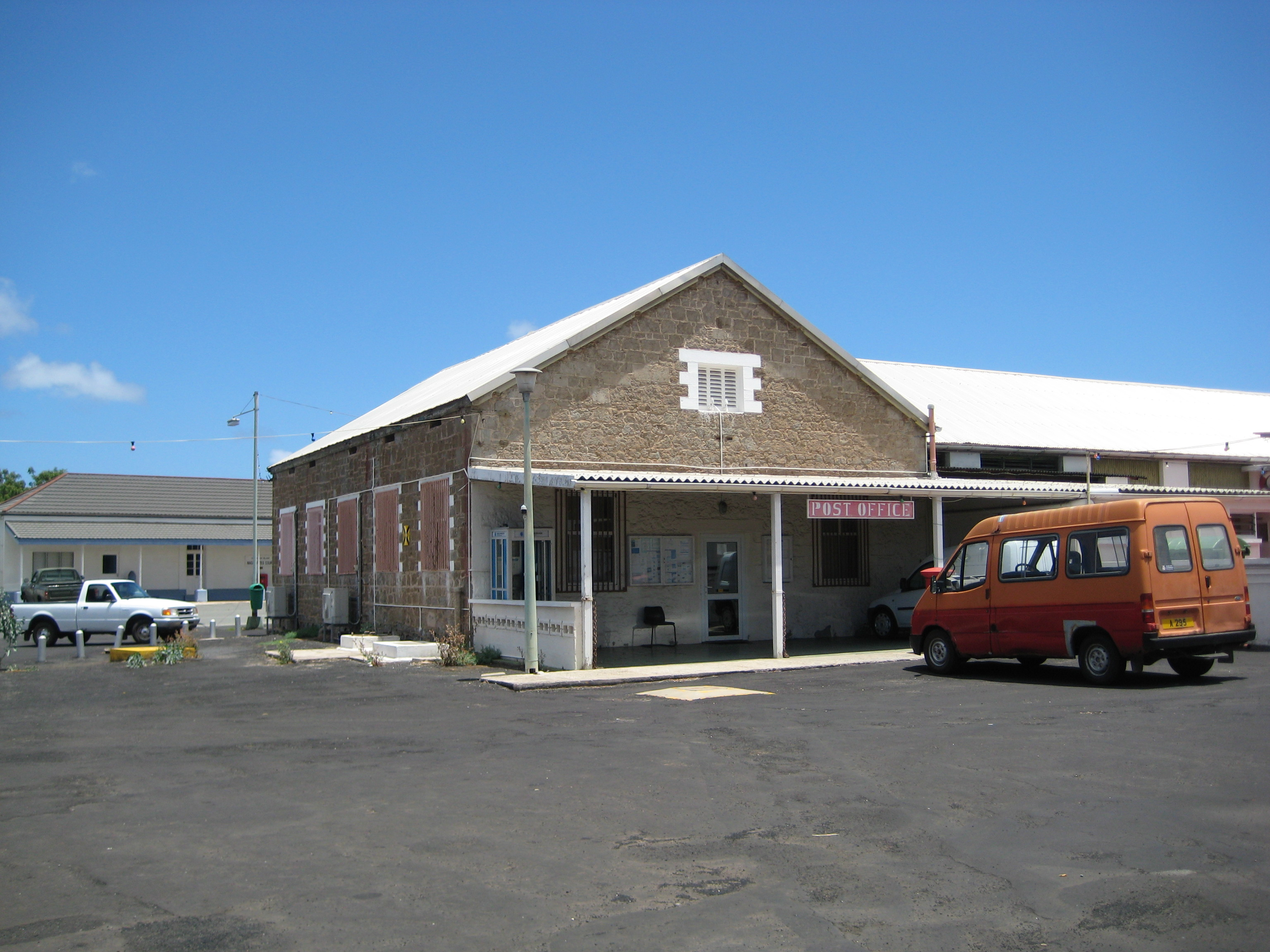
L'ufficio postale dell'isola.